# Port lotniczy Windawa
Port lotniczy Windawa – lotnisko znajdujące się w Windawie. Jest jednym z trzech najważniejszych aeroportów na Łotwie.

## Linie lotnicze i połączenia
W dniu 11 kwietnia 2008 r. łotewskie narodowe linie lotnicze airBaltic rozpoczęły pierwsze regularne połączenie z lotniska do Rygi, ale zostały one przerwane po kilku miesiącach ze względu na niski popyt.